# Jurgielewski
Jurgielewski – herb szlachecki własny szlacheckiej rodziny litewskiej, odmiana herbu Podkowa cz. Dołęga albo Pobóg.

## Opis herbu
Adam Boniecki blazonuje herb następująco:
W polu błękitnym podkowa srebrna ocelami na dół, w niej strzała żeleźcem w górę. Klejnot: nad hełmem w koronie trzy pióra strusie. Labry: błękitne, podbite srebrem.

## Najwcześniejsze wzmianki
Używany w XVII wieku w powiecie grodzieńskim.

## Herbowni
Jedna rodzina herbownych:
Jurgielewski.

### Znani herbowni
- Michał Jurgielewski, łowczy grodzieński w 1713-1721.